# Dichagyris psammochroa
Dichagyris psammochroa là một loài bướm đêm trong họ Noctuidae.